# Fosse no 4 - 4 bis des mines de Ferfay
La fosse no 4 - 4 bis dite Coubronne ou Saint-Nicolas de la Compagnie des mines de Cauchy-à-la-Tour, puis de Ferfay, enfin de Marles, est un ancien charbonnage du Bassin minier du Nord-Pas-de-Calais, situé à Cauchy-à-la-Tour. Les travaux commencent en juin 1859, et la fosse commence à produire en 1861, mais les quantités produites sont trop faibles, et la Compagnie de Cauchy-à-la-Tour fait faillite. Elle est alors reprise par celle de Ferfay en 1870, mais en 1875, cette fosse n'a produit que 43 043 tonnes de houille. La compagnie décide donc de mettre la fosse no 4 en chômage en 1876, celle-ci ne sert plus que pour l'aérage. L'exploitation reprend durant la Première Guerre mondiale, pour compenser les concessions touchées par la guerre. Un puits no 4 bis est commencé en 1917. Un terril no 30, conique, est édifié à l'est de la fosse, ainsi qu'un terril cavalier no 246, pour relier la fosse aux autres fosses. La Compagnie des mines de Ferfay est rachetée par celle de Marles en 1925. Puisqu'elle est proche de la fosse d'aérage no 7, la fosse no 4 - 4 bis est renommée fosse no 7 bis - 7 ter des mines de Marles.
La Compagnie des mines de Marles est nationalisée en 1946, et intègre le Groupe d'Auchel. La fosse ferme le 28 août 1950 et les puits sont remblayés en 1952. Le terril no 30 est exploité.
Au début du XXIe siècle, Charbonnages de France matérialise les têtes des puits nos 4 et 4 bis. Il subsiste de nombreux bâtiments de la fosse. Les terrils sont des espaces verts.

## La fosse

### Fonçage
Immédiatement après sa nouvelle constitution, la Société de Camblain-Chatelain, ensuite nommée Compagnie des mines de Cauchy-à-la-Tour, ouvre une fosse en 1859 au sud de son premier sondage positif no 141, et un peu au nord du sondage no 265, qui n'a traversé que 1,80 mètre de calcaire avant d'atteindre le terrain houiller.
Le niveau de l'eau y est rencontré à 52 mètres. La nappe aquifère fournit peu d'eau et peut être traversée avec des tonneaux et une machine d'extraction de 30 chevaux, jusqu'à sa base à 72,50 mètres, le maximum d'eau a été de 3 600 hectolitres par 24 heures. Le diamètre du puits est de quatre mètres. La fosse atteint le terrain houiller à 137 mètres. Mais sa proximité des limites des concessions de Marles, au nord, de Ferfay, à l'ouest, restreint son champ d'exploration dans les seules directions du sud et de l'est.
Au sud, le calcaire a été constaté par les sondages nos 265 et 143 comme recouvrant le terrain houiller, et même, pensait-on, d'abord en stratifications concordantes, ce qui faisait croire que ce calcaire était d'une formation postérieure à celle du terrain houiller. Mais les travaux poussés dans la direction du levant au niveau de 219 mètres, dans la veine du Midi, s'étant rapprochés du calcaire et l'ayant même rencontré, ou ne peut plus admettre la concordance de stratification. Le calcaire a été rencontré à 168 mètres du puits. Les veines donnent du grisou.
Quoi qu'il en soit, c'est à Cauchy-à-la-Tour que, pour la première fois, on a constaté le recouvrement du terrain houiller par une formation plus ancienne, le calcaire carbonifère. Ce fait, très extraordinaire au premier abord, a été constaté depuis sur un assez grand nombre de points de la zone méridionale du bassin houiller, à Courcelles-lès-Lens, à Drocourt, à Aix-Noulette, à Auchy-au-Bois, et tout dernièrement au sondage no 906 de Ferfay, qui, après avoir atteint la base du tourtia à 141,50 mètres, a traversé 225,82 mètres de calcaire avant d'atteindre, à 375,42 mètres, le terrain houiller, dans lequel il a pénétré de 14,74 mètres, et rencontré une veine de houille de 85 centimètres et quatre veinules, inclinées à 41°. Les veines donnent du grisou.

### Exploitation
La fosse de Cauchy-à-la-Tour commence à produire, dès 1861, mais elle n'a fourni que de faibles quantités de houille, tant à cause de la limitation de son champ d'exploitation, qu'à cause de la pauvreté, de l'irrégularité et du petit nombre des couches rencontrées. L'extraction de cette fosse a été de 1 447 tonnes en 1861, 7 614 tonnes en 1862, 16 893 tonnes en 1863, 17 775 tonnes en 1864, 19 308 tonnes en 1865, 18 424 tonnes en 1866, 9 349 tonnes en 1867, 4 860 tonnes en 1868 et 6 730 tonnes en 1869, soit un total de 102 400 tonnes,.
Lorsque la Compagnie de Ferfay a acheté, en 1870, la concession de Cauchy-à-la-Tour, elle cherche à augmenter l'extraction de la fosse de ce nom en poursuivant les travaux d'exploration et d'exploitation au nord-ouest, dans sa propre concession. La fosse est renommée no 4, fosse Coubronne ou Nicolas. En même temps, elle approfondit le puits, et exécute des bowettes au nord et au sud sur un développement assez considérable,. Celle du sud s'avance sous le calcaire à plus de 300 mètres du puits, sans sortir de la formation houillère, et traverse, comme celle du nord poussée dans la concession même de Ferfay, de nombreuses couches, mais très irrégulières, et dont l'exploitation est onéreuse. L'extraction n'a fourni que 7 200 tonnes en 1870, 5 117 tonnes en 1871, 6 386 tonnes en 1872, 14 336 tonnes en 1873, 8 742 tonnes en 1874, et 1 262 tonnes en 1875, soit un total de 43 043 tonnes. Le puits est approfondi à 310 mètres.
En 1875, la Compagnie de Ferfay reconnait qu'elle ne peut obtenir de résultats à sa fosse no 4 de Cauchy-à-la-Tour qu'en poussant le puits à une grande profondeur. Mais, comme ses fosses nos 1 et 3 sont alors dans une situation qui exige aussi leur approfondissement, cette Compagnie est amenée, par mesure d'économies, à suspendre tous travaux à la fosse de Cauchy-à-la-Tour, qui est reste en chômage complet jusqu'à la Première Guerre mondiale.
La fosse de Cauchy-à-la-Tour a exploité quatre couches de houille principales dont le tableau ci-contre donne la structure et la composition. Ces couches sont très accidentées, et leur exploitation n'a jusqu'ici donné que des pertes, ainsi qu'il résulte de l'abandon successif de cette fosse et par la Compagnie de Camblain-Chatelain et par la Compagnie de Ferfay.
La fosse cesse alors de produire, mais elle continue l'aérage des fosses nos 1 et 2 - 2 bis. Durant la Première Guerre mondiale, la concession de Ferfay n'est pas envahie, et le puits no 4 est approfondi à 644 mètres. Un chemin de fer permet d'envoyer le charbon à Saint-Pierre, elle longe la route. Un puits no 4 bis est ajouté au site en 1917, à 48 mètres au nord-est du puits no 4.
La Compagnie des mines de Ferfay est rachetée par celle de Marles en 1925. la fosse no 4 - 4 bis devient la fosse no 7 bis - 7 ter. Le puits no 7 bis, le plus ancien, assure le retour d'air, alors que le puits no 7 ter assure l'extraction.
La Compagnie des mines de Marles est nationalisée en 1946, et intègre le Groupe d'Auchel. La fosse cesse de produire le 28 août 1950, et les puits nos 7 bis et 7 ter, respectivement profonds de 644 et 774 mètres sont remblayés en 1952.

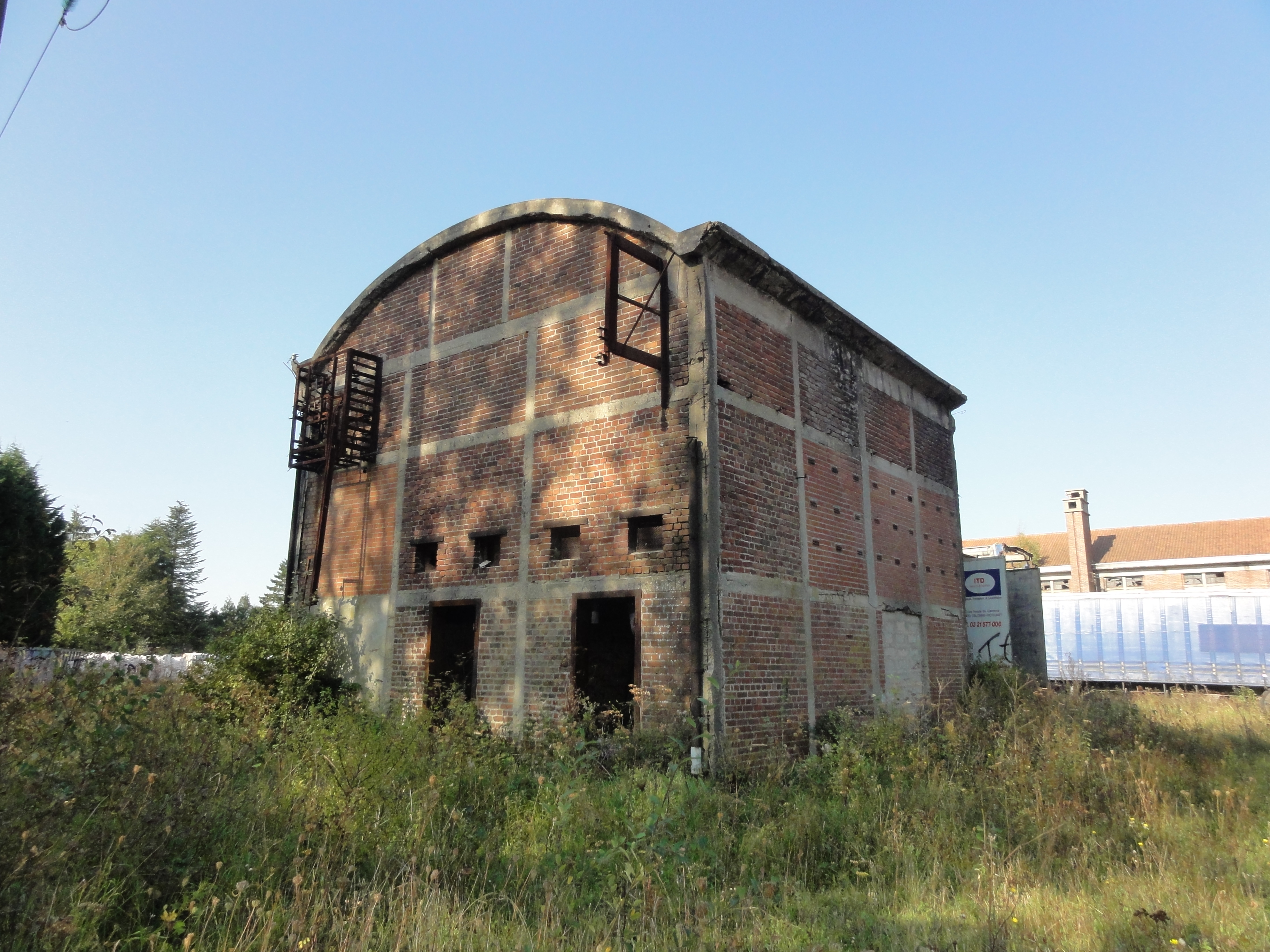
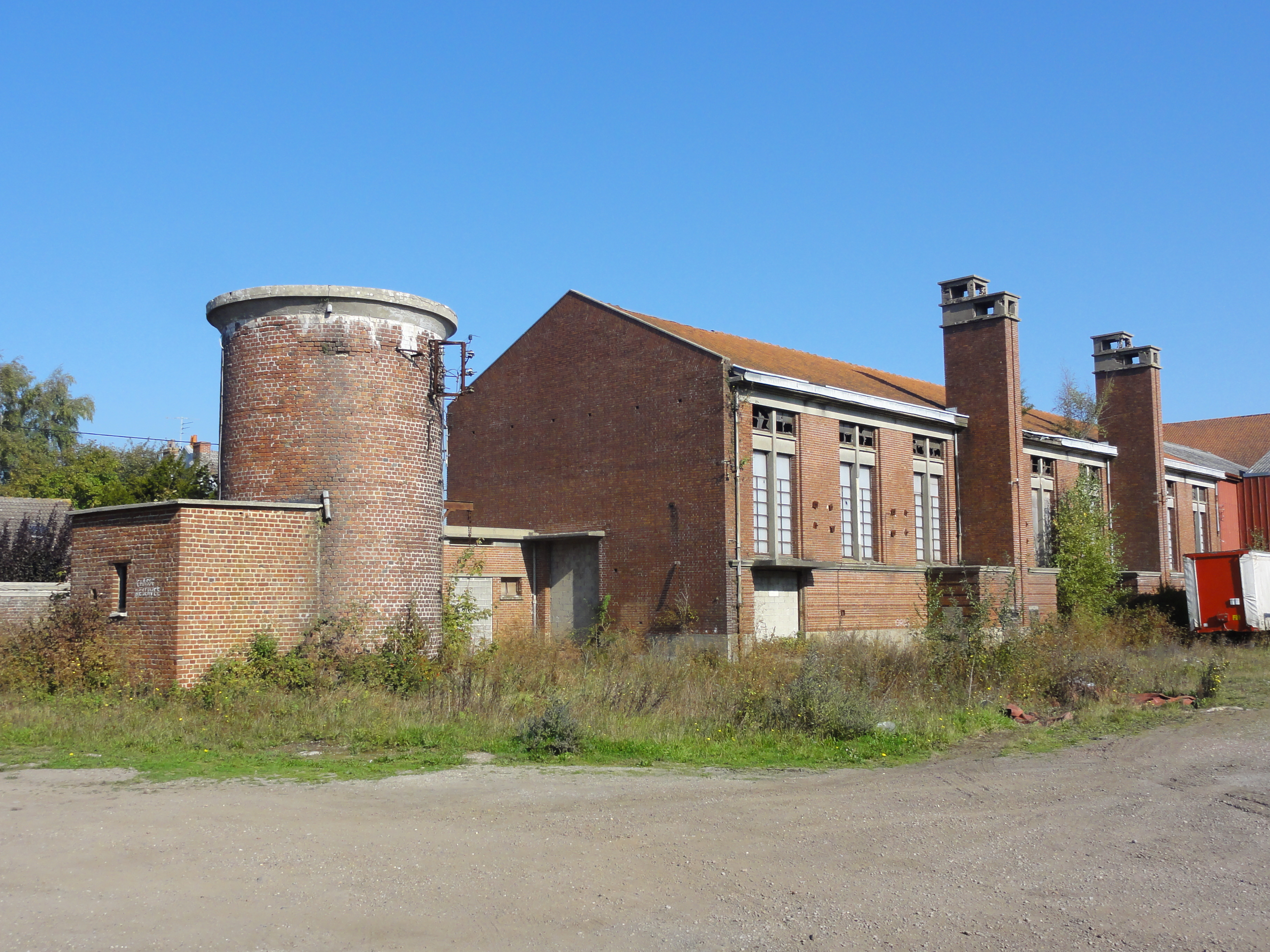
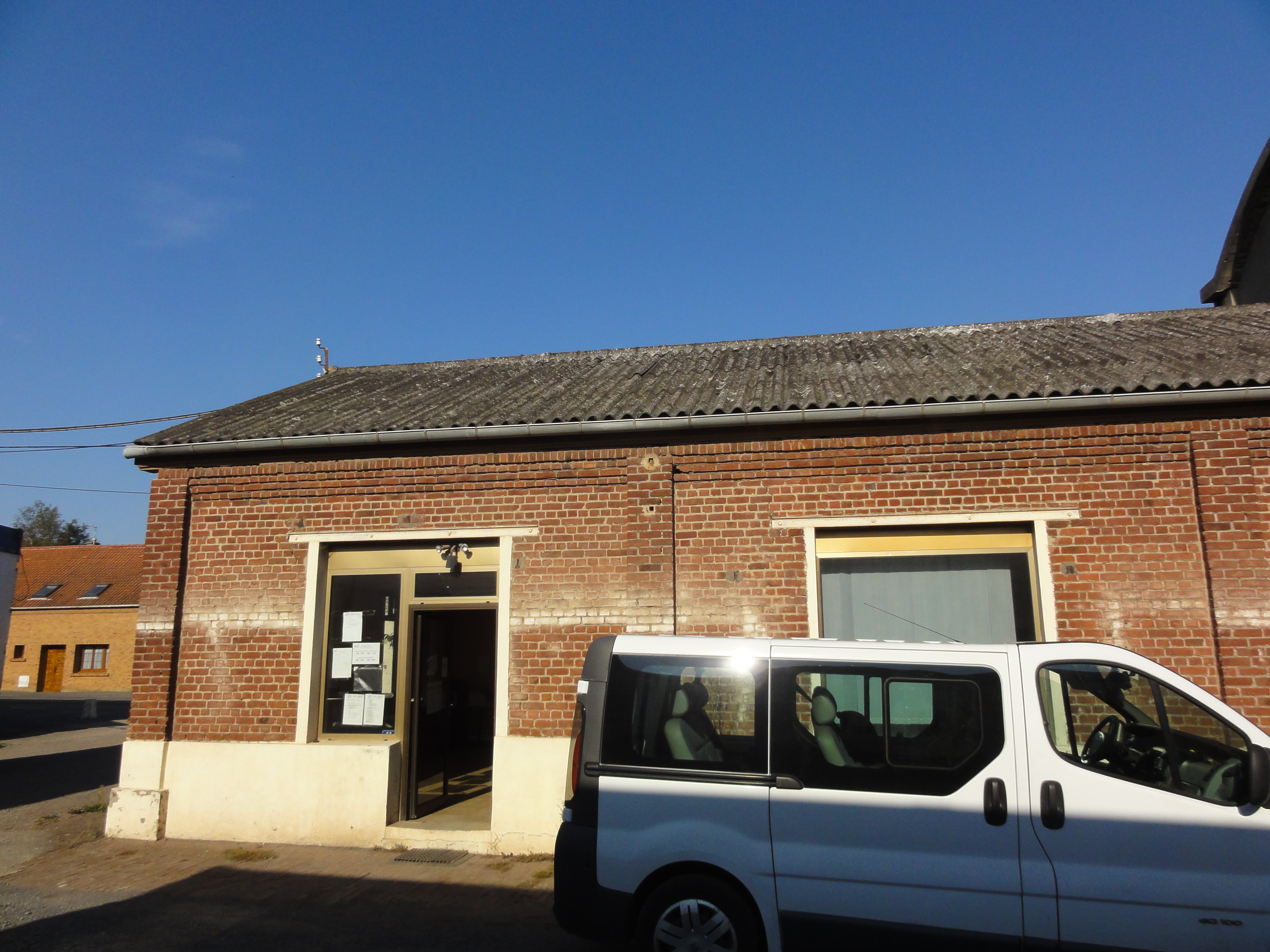
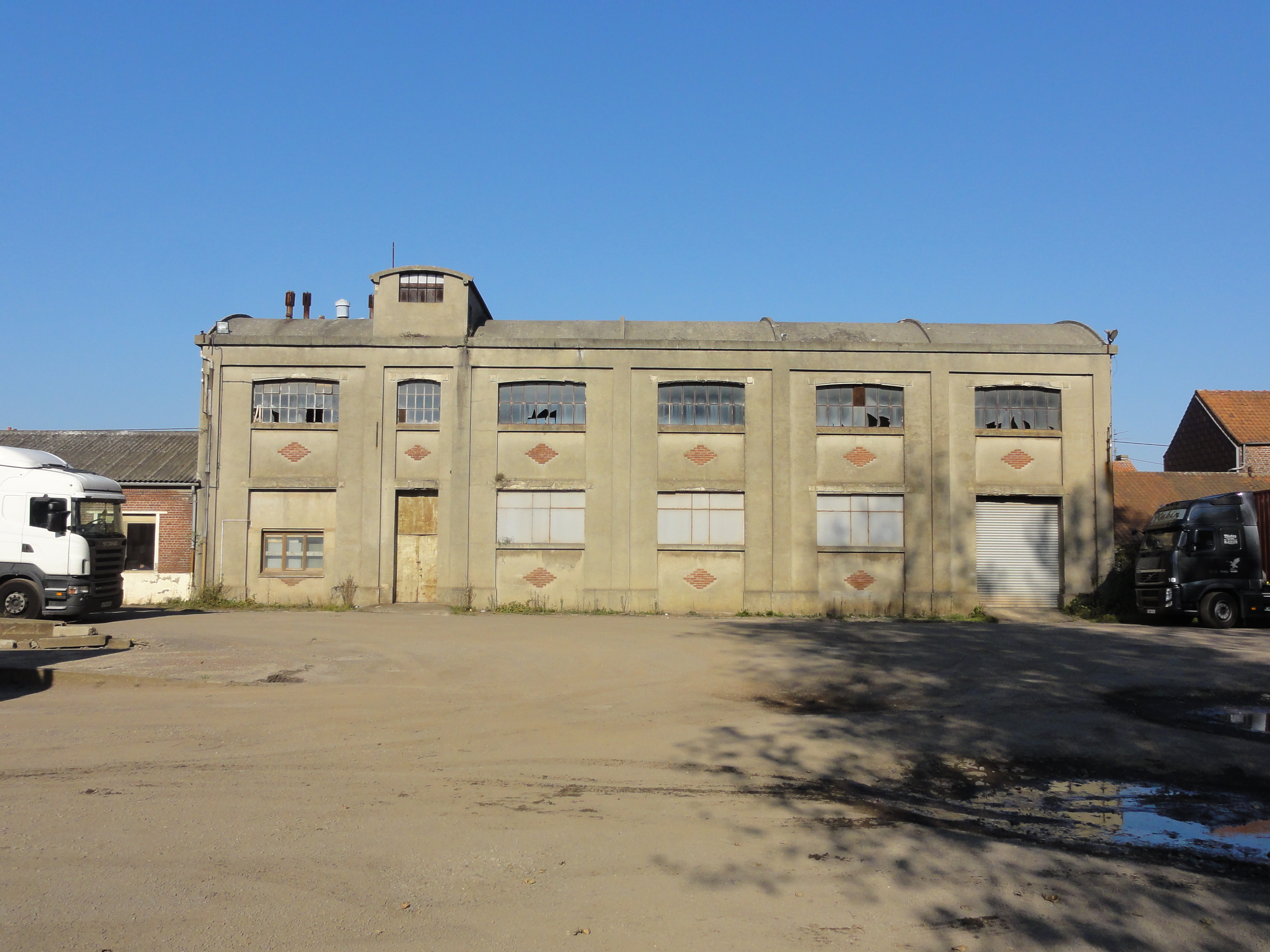
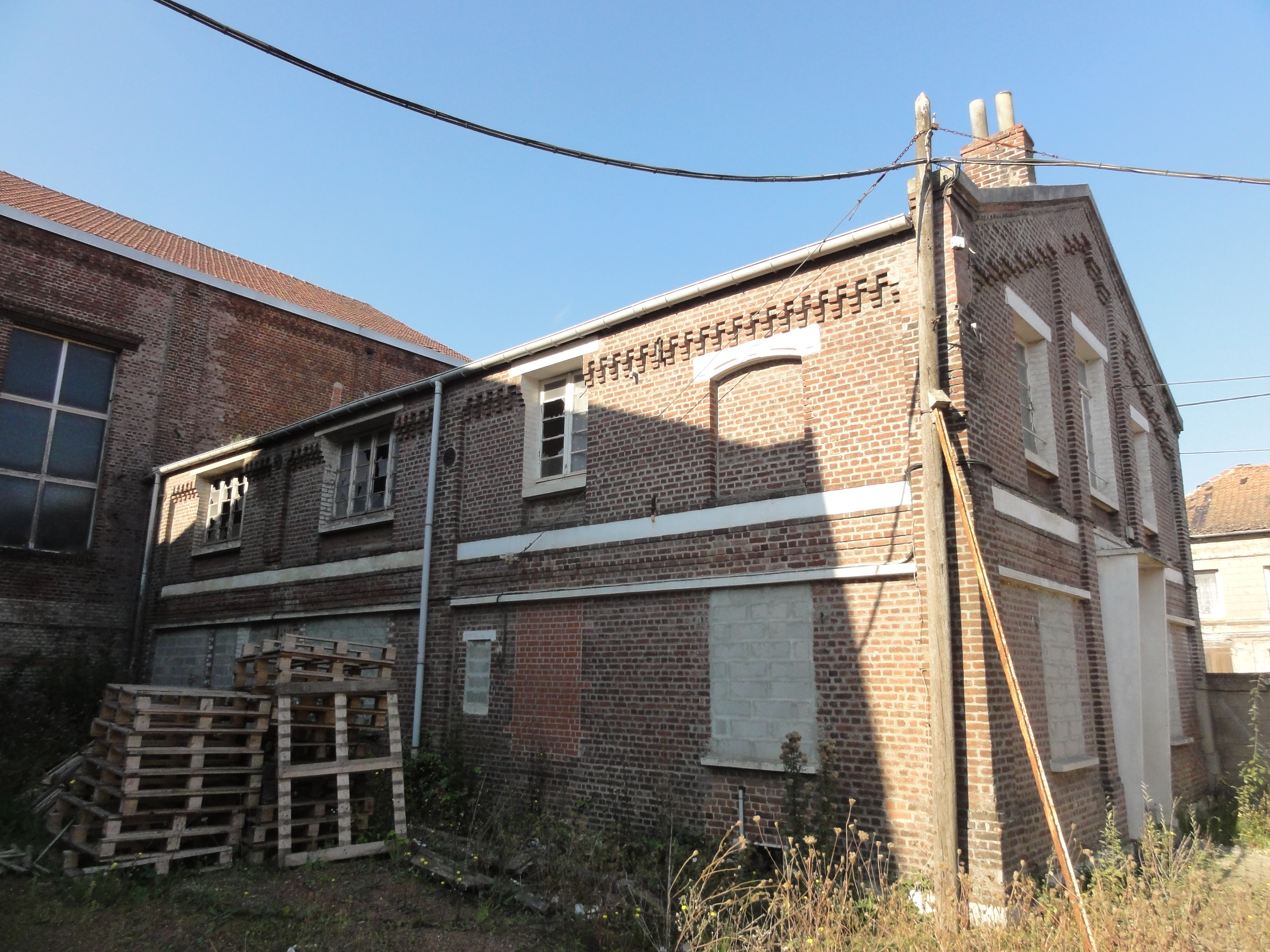
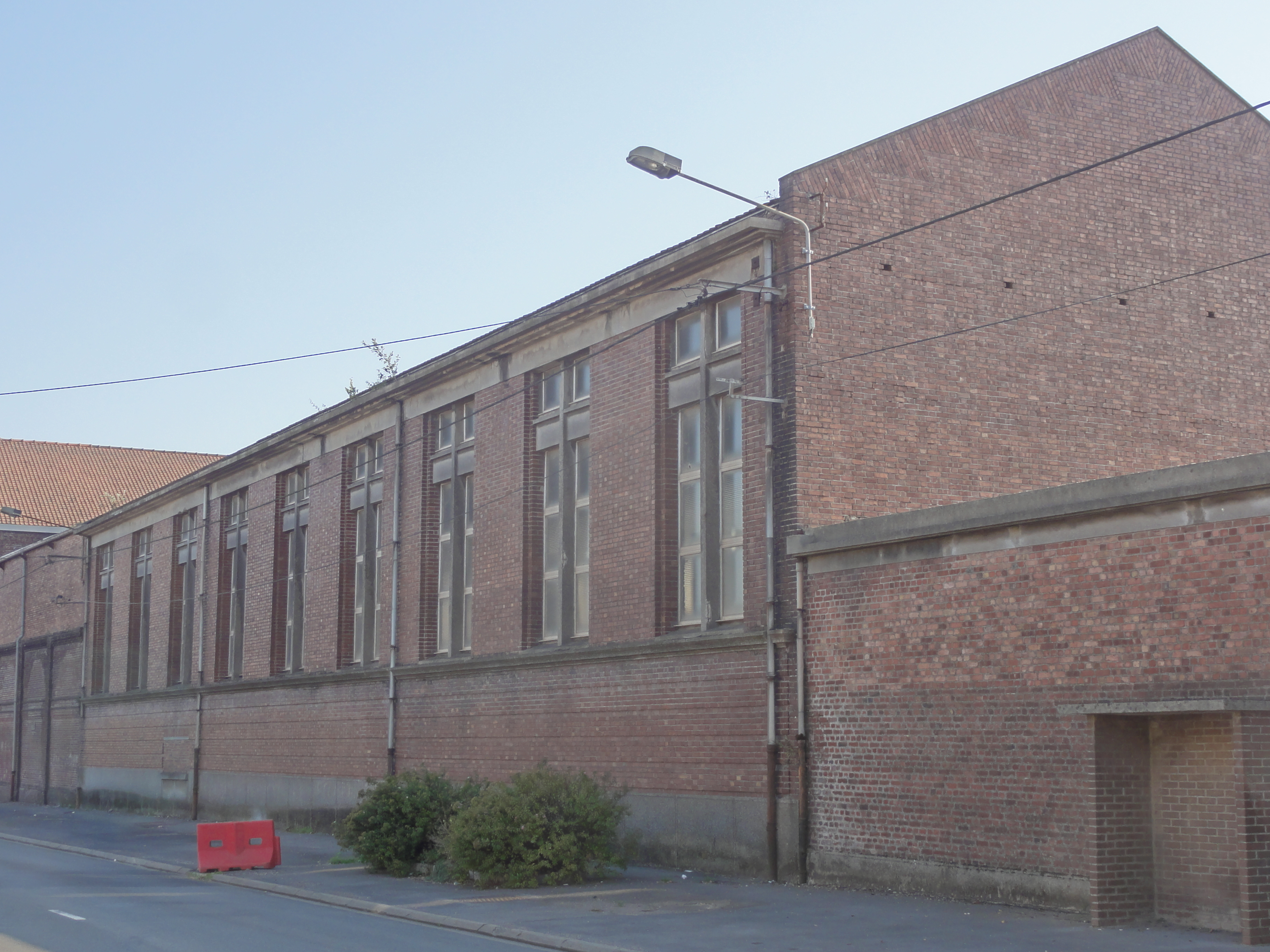

### Reconversion
Au début du XXIe siècle, Charbonnages de France matérialise les têtes des puits nos 4 et 4 bis. Le BRGM y effectue des inspections chaque année. Contrairement aux autres fosses de la compagnie, il subsiste de nombreux bâtiments dont la salle des compresseurs, les bains-douches, la salle des machines, le poste des transformateurs, les bureaux et la station de pompage.

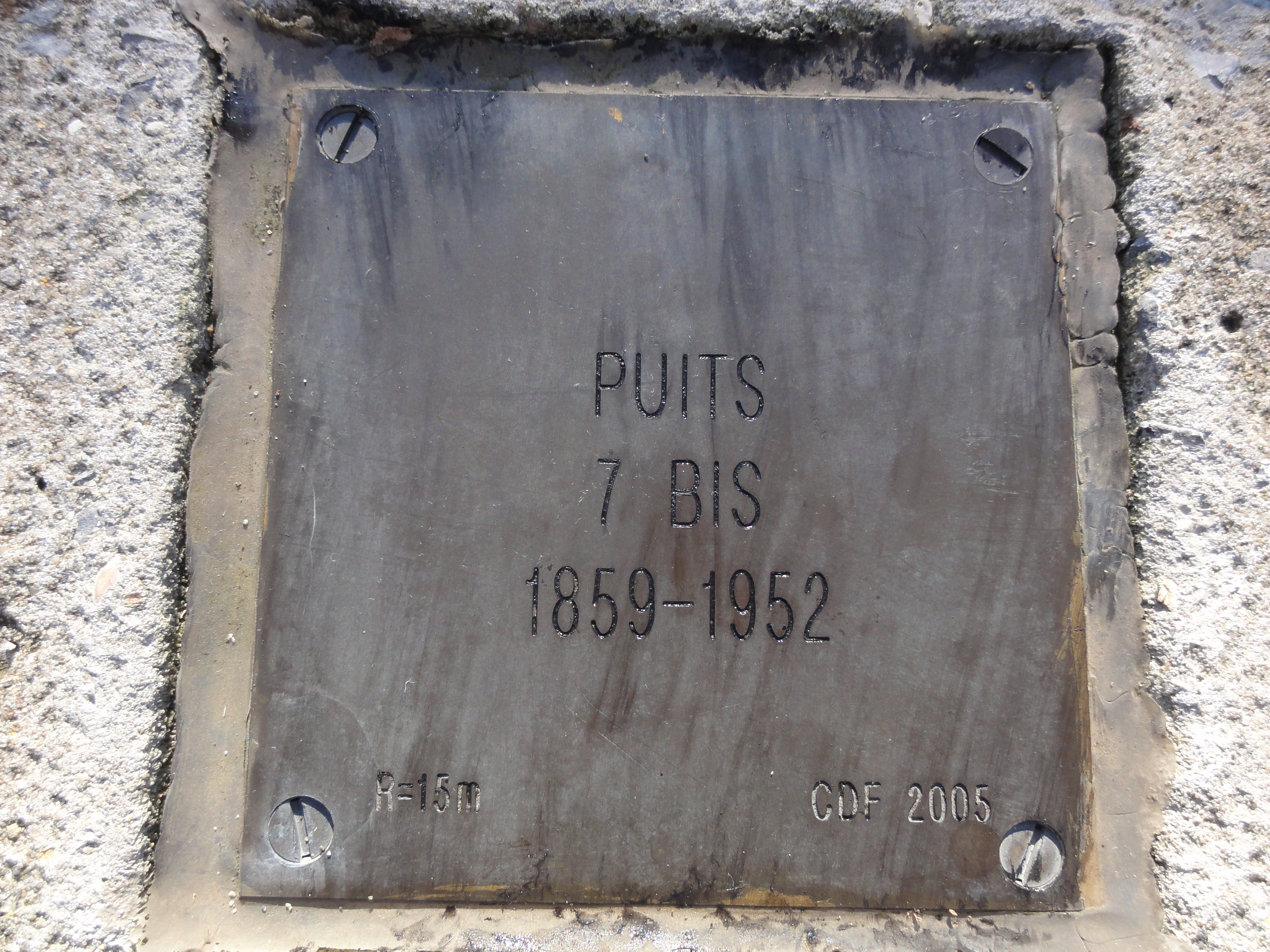
Puits no 7 bis, 1859 - 1952.
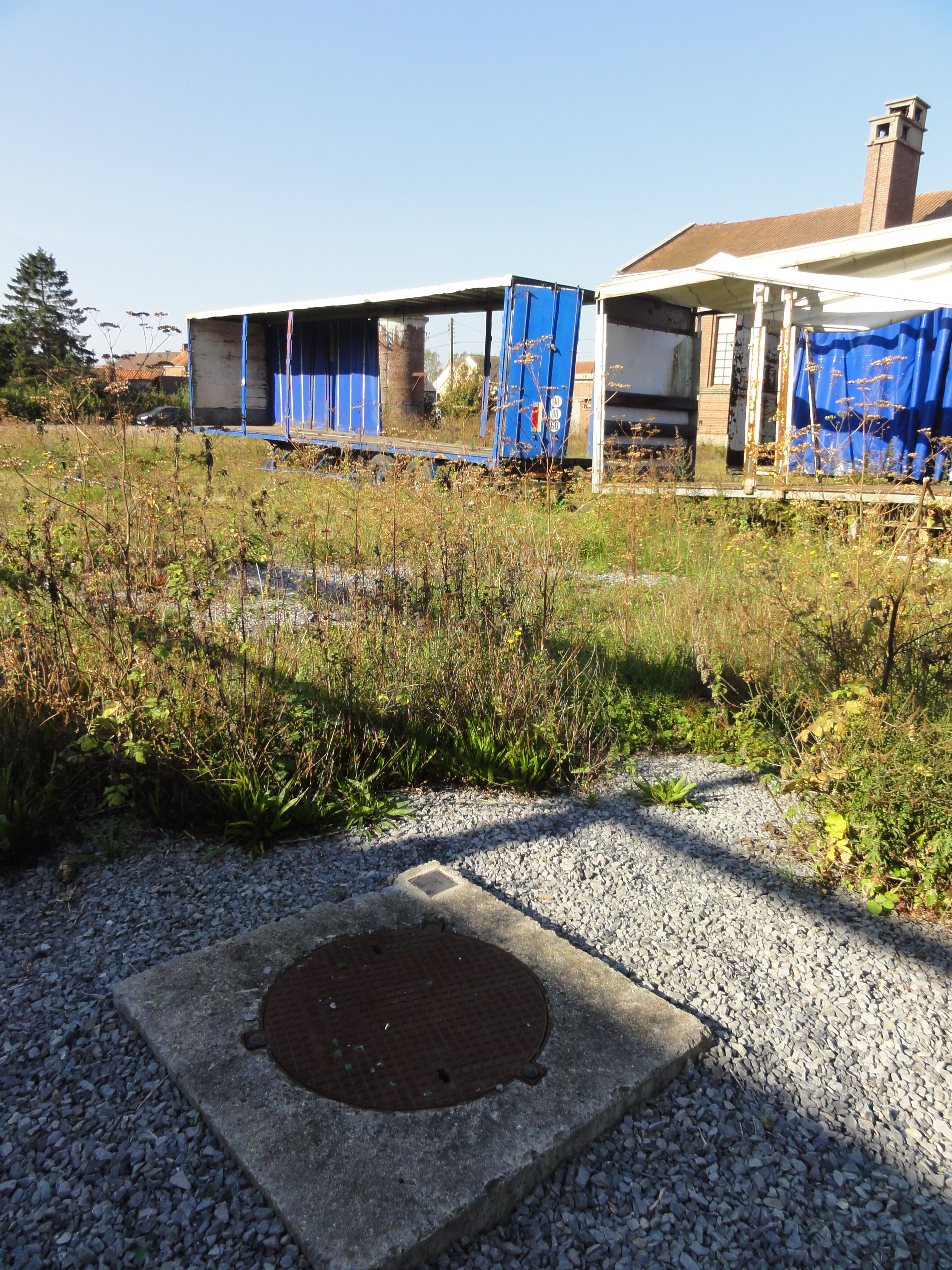
Le puits no 7 bis dans son environnement.
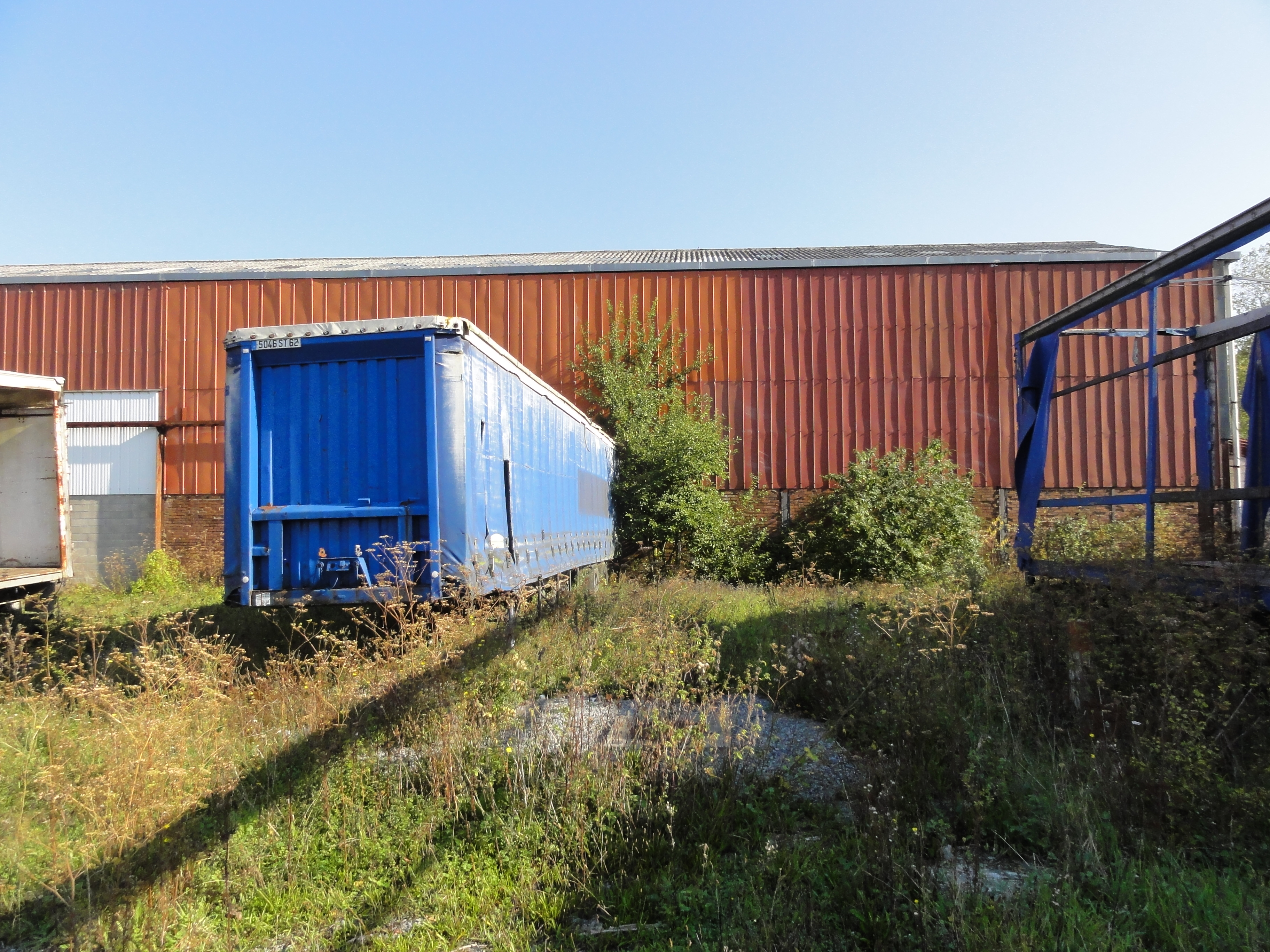
Le puits no 7 bis dans son environnement.
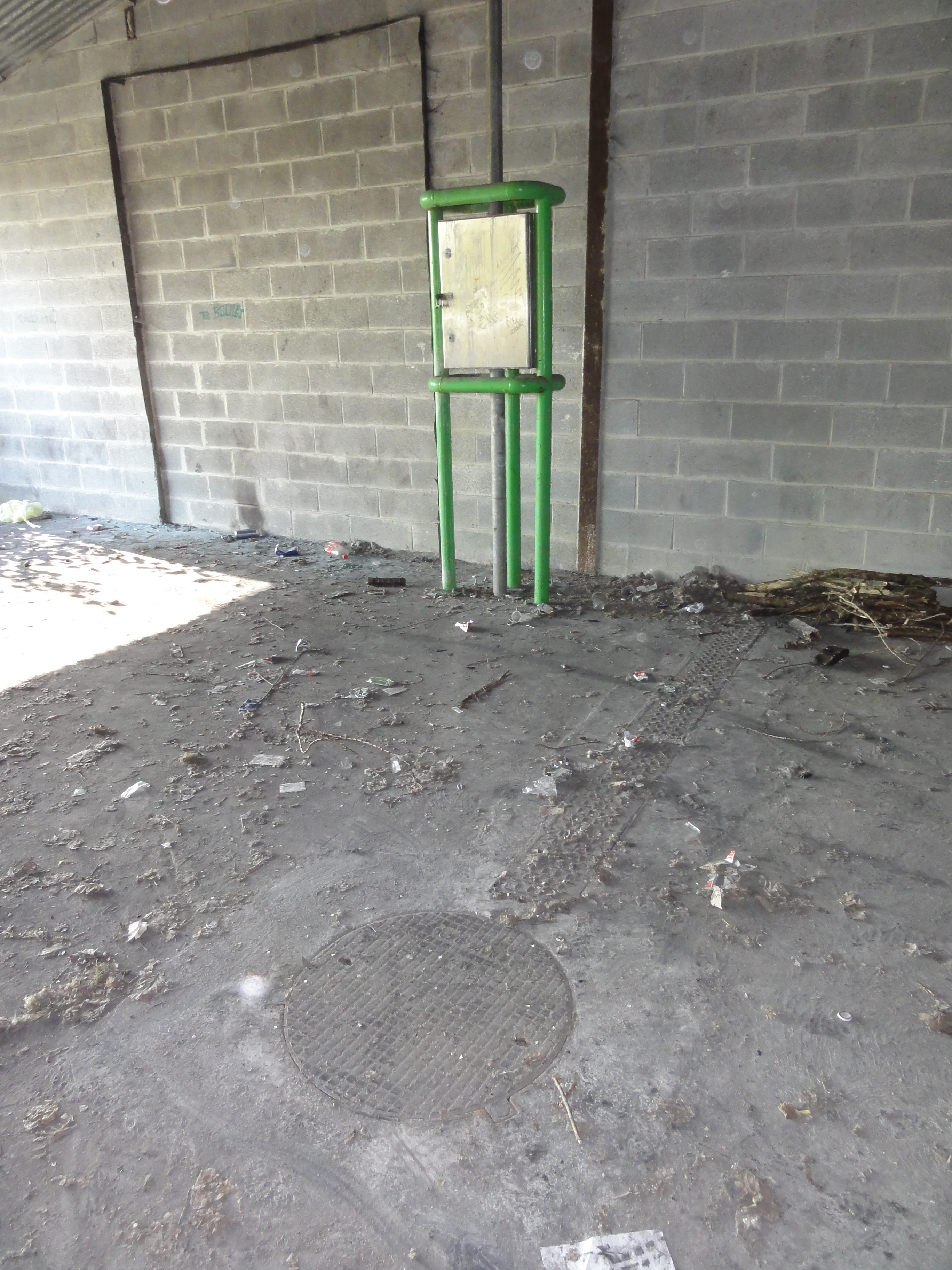
La tête de puits matérialisée no 7 ter et l'exutoire de grisou.
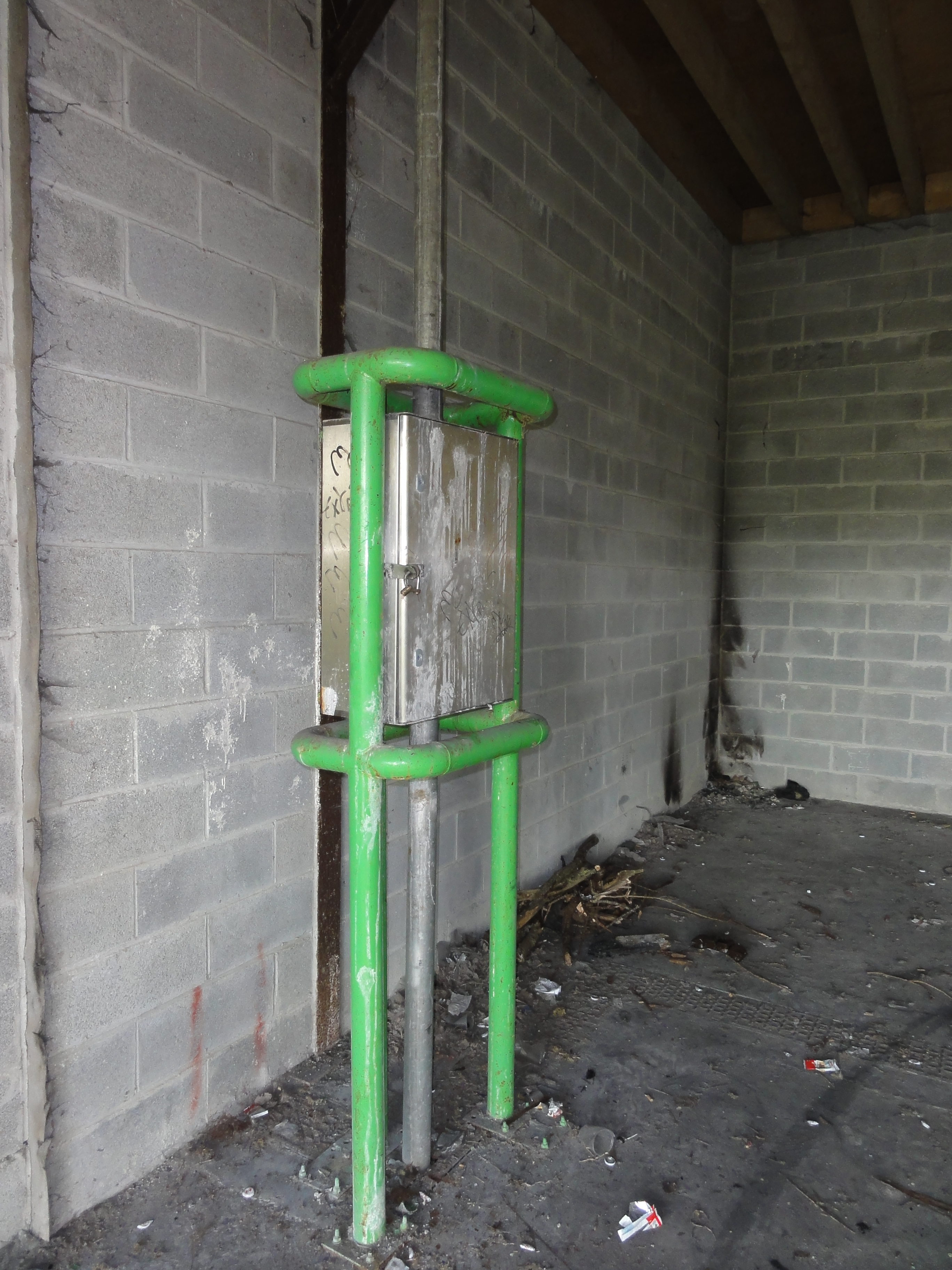
L'exutoire de grisou du puits no 7 ter.
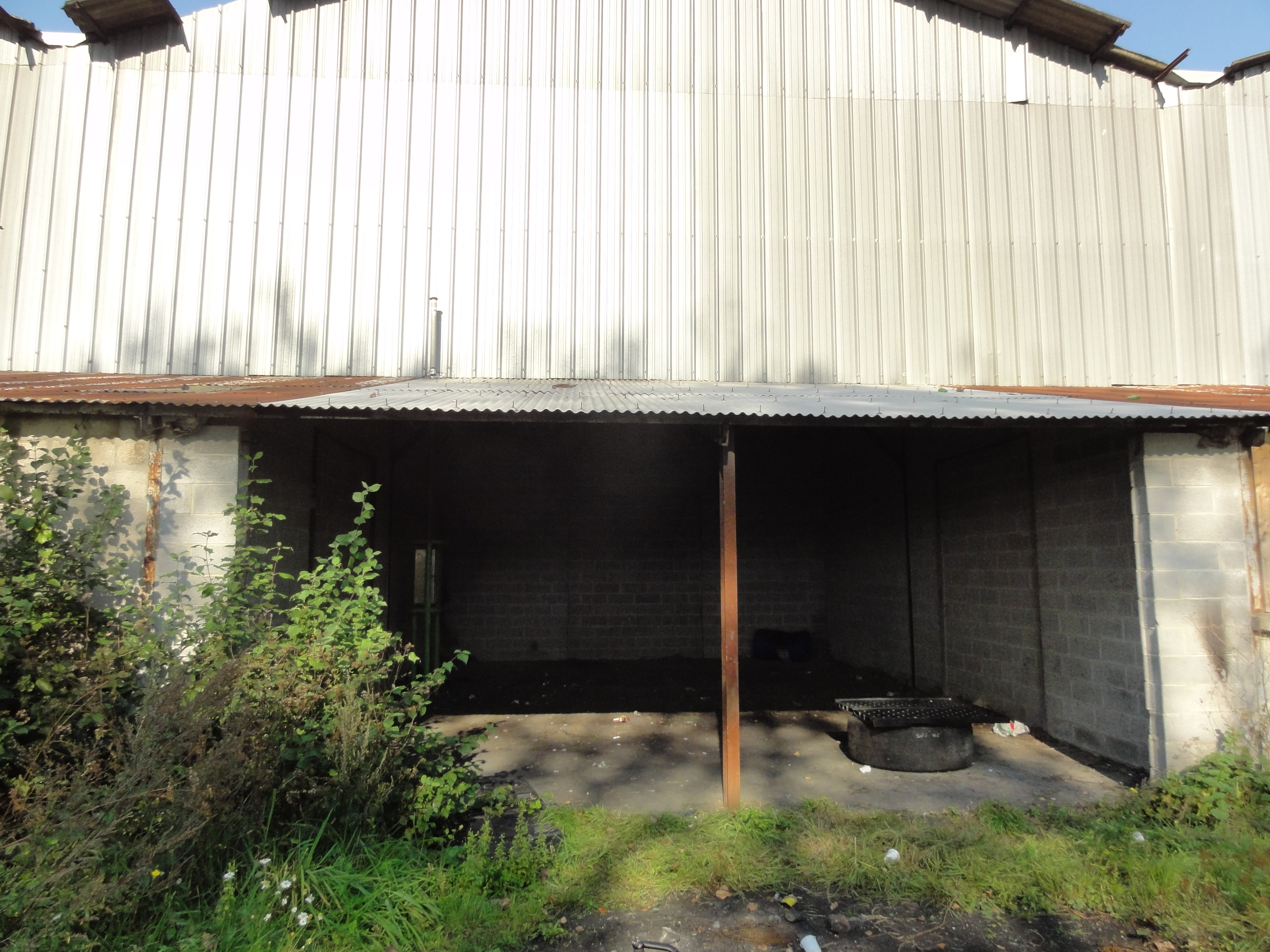
Le puits no 7 ter dans son environnement.

## Les terrils
Deux terrils résultent de l'exploitation de la fosse.

### Terrilno30, 7 d'Auchel
50° 30′ 32″ N, 2° 26′ 44″ E

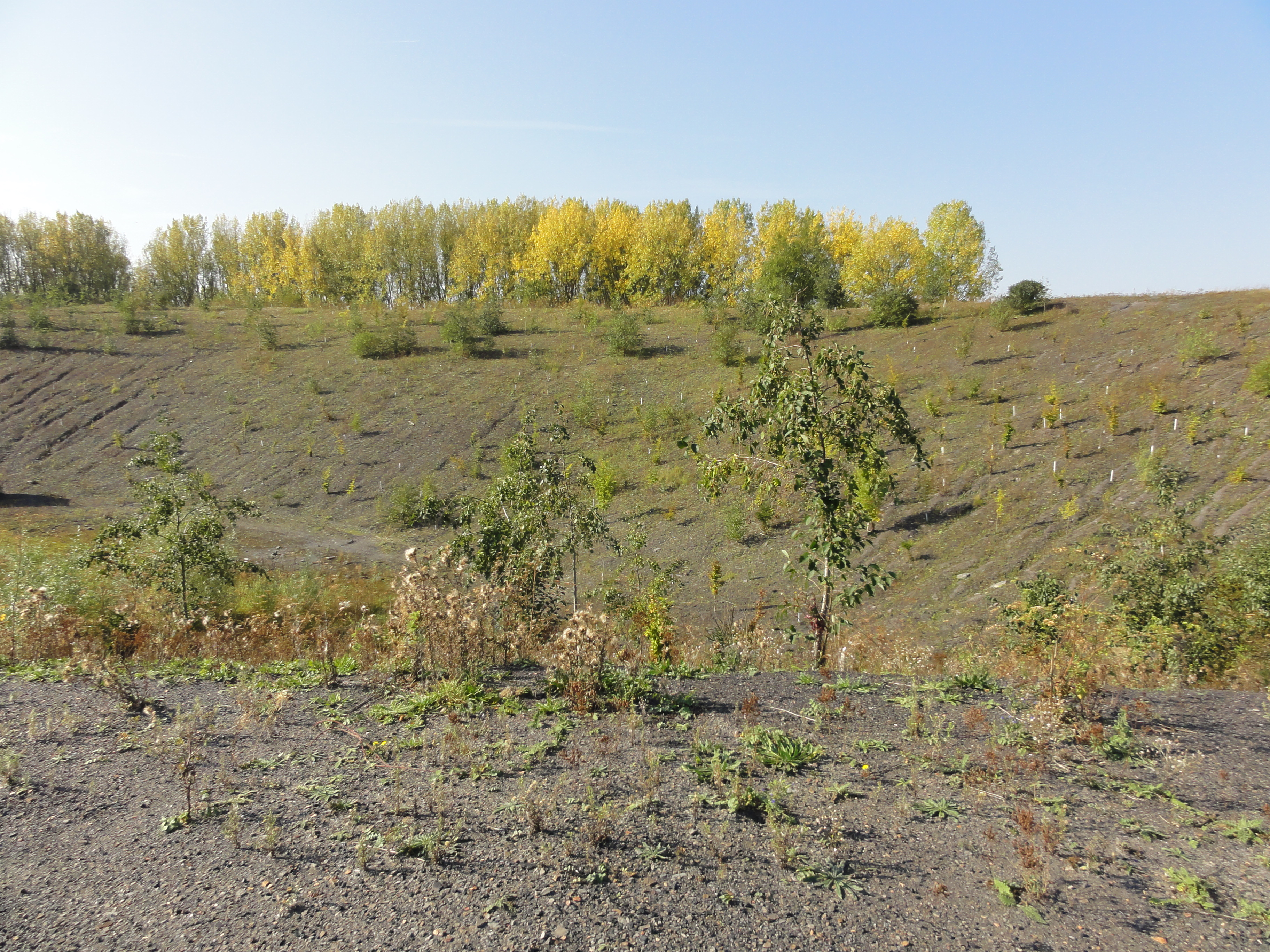
Le terril 7 d'Auchel.

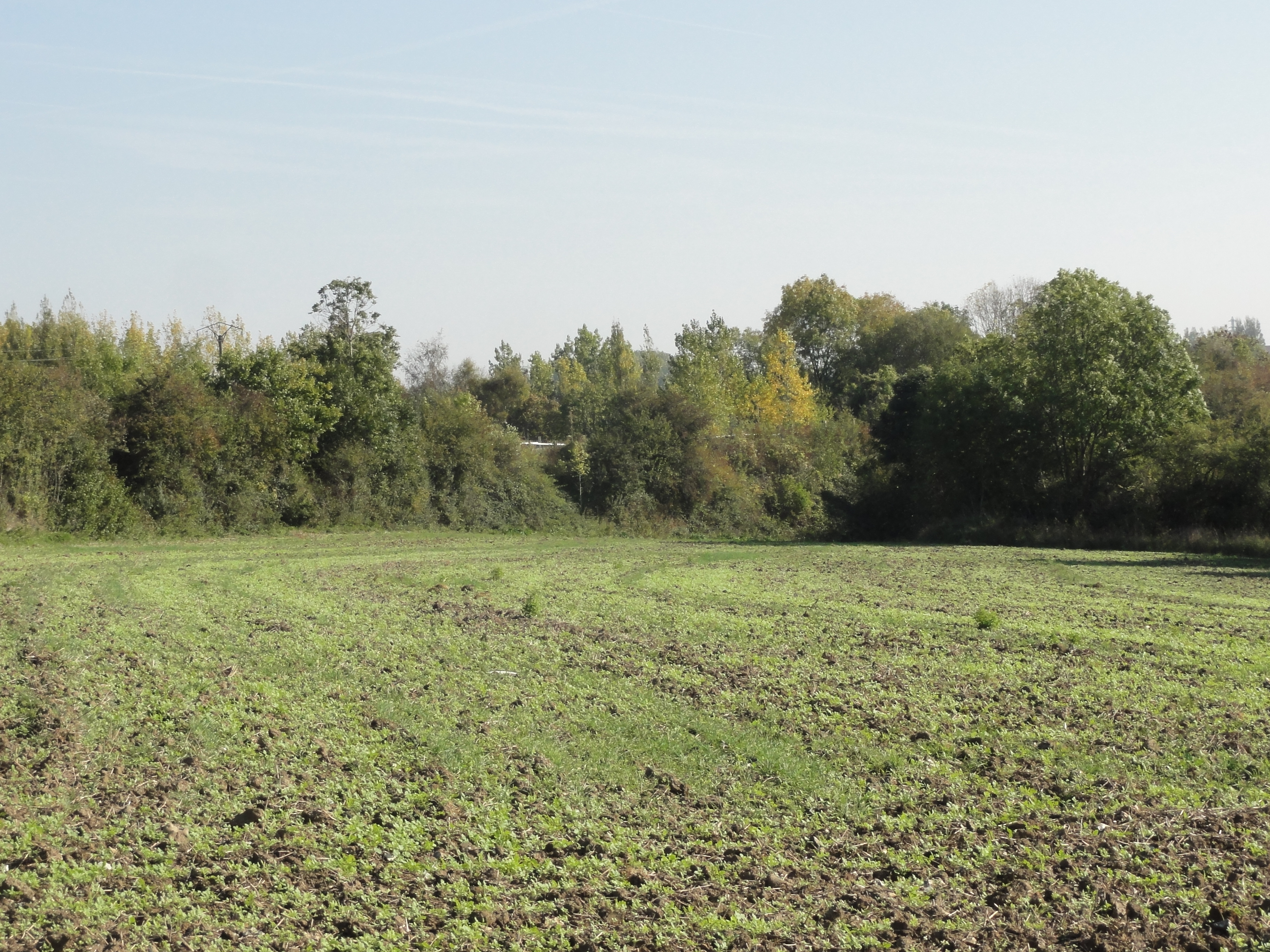
Le terril Cavalier du 4 ter au 7.

Le terril no 30, situé à Cauchy-à-la-Tour, était le terril conique de la fosse de Cauchy-à-la-Tour de la Compagnie des mines de Cauchy-à-la-Tour ouverte en 1859, la fosse est rachetée en 1870 par la Compagnie des mines de Ferfay qui s'en sert comme puits d'aérage. La Première Guerre mondiale entraîne la reprise de l'exploitation à cette fosse, c'est ainsi que le terril commence à s'édifier. L'extraction cesse en 1950. Le terril est exploité, il en subsiste la base.

### Terrilno246, Cavalier du 4 ter au 7
50° 30′ 50″ N, 2° 27′ 08″ E
Le terril no 246, situé à Auchel, est un terril cavalier permettant de relier la fosse no 4 ter des mines de Marles, ex no 1 des mines de Ferfay, à la fosse no 7 bis - 7 ter des mines de Marles, ex no 4 - 4 bis des mines de Ferfay.